# Distretto di Aladağ
Il distretto di Aladağ (in turco: Aladağ ilçesi) è un distretto della Turchia nella provincia di Adana con 16.951 abitanti (dato 2012).
Il capoluogo è la città di Aladağ.

## Geografia antropica

### Suddivisioni amministrative
Il distretto è suddiviso in 2 comuni (Belediye) e 26 villaggi (Köy).